# Ineu, Bihor
Ineu là một xã thuộc hạt Bihor, România. Dân số thời điểm năm 2002 là 4084 người.